# Родригес Гонсалес, Хесус
Хесус Родригес Гонсалес (исп. Jesús Rodríguez González; 2 июля 1939—1995) — кубинский шахматист, международный мастер (1972).
В составе сборной Кубы участник 4-х Олимпиад (1960, 1964—1968). Чемпион Кубы (1969, 1971 и 1972).
На Кубе проводятся турниры в его честь.